# Jean Sévillia
Jean Sévillia (Paris, 14 de setembro de 1952) é um jornalista e ensaísta francês conservador. Ele é conhecido por escritos na revista Le Figaro. Sua defesa do papel da Igreja Católica Romana na história o tornou popular em organizações tradicionalistas e ultraconservadoras da França. Ele critica o que considera ser um viés de esquerda na mídia que frequentemente influencia as crenças populares na história.